# Bettotania asymmetrica
Bettotania asymmetrica är en insektsart som beskrevs av Sigfrid Ingrisch 1989. Bettotania asymmetrica ingår i släktet Bettotania och familjen gräshoppor. Inga underarter finns listade i Catalogue of Life.